# František Tikal

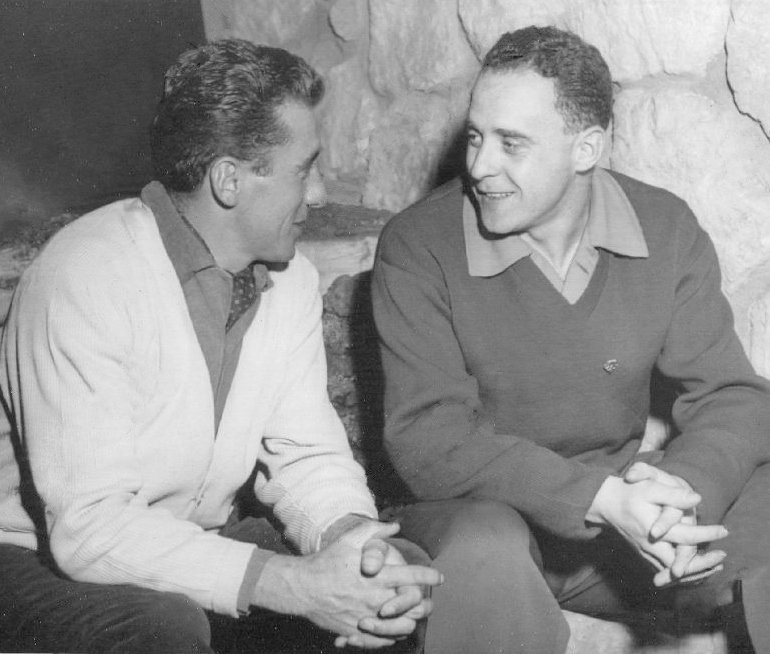
Zdeněk en František Tikal in 1960

František Tikal (Včelná, 18 juli 1933 - Praag, 10 augustus 2008) was een Tsjecho-Slowaaks ijshockeyer die in de jaren zestig uitkwam in de Extraliga van Tsjecho-Slowakije voor HC Sparta Praag.
Tikal nam twee keer deel aan de Olympische Winterspelen (in 1960 en 1964), welke tevens als het Wereldkampioenschap ijshockey golden. Op de Winterspelen van 1960 werd het Tsjecho-Slowaakse team vierde en op de Winterspelen van 1964 veroverde het team de bronzen medaille.
Hij nam negen keer deel aan de Wereldkampioenschappen waar hij twee zilveren en vier bronzen medailles won. Bij de Europese kampioenschappen won hij vier zilveren en vijf bronzen medailles.
Door zijn bekendheid en zijn bijdrage aan de sport kreeg hij een plaats in de International IJshockey Federatie Hall of Fame toebedeeld in 2004. Hij overleed in Praag op 75-jarige leeftijd.
Hij was een tweelingbroer van Zdeněk Tikal (Steve) die als lid van het Australisch ijshockeyteam deelnam aan de Winterspelen van 1960. Beide broers troffen elkaar in de wedstrijd Australië - Tsjecho-Slowakije die in 1-18 eindigde.

## Resultaten
| Kampioenschap | 1957  | 1958  | 1959   | 1960   | 1961 | 1962 | 1963  | 1964  | 1965   | 1966   | 1967  |
| ------------- | ----- | ----- | ------ | ------ | ---- | ---- | ----- | ----- | ------ | ------ | ----- |
| OS            |       |       |        | 4e     |      |      |       | Brons |        |        |       |
| WK            | Brons | 4e    | Brons  | 4e     |      |      | Brons | Brons | Zilver | Zilver | 4e    |
| EK            | Brons | Brons | Zilver | Zilver |      |      | Brons | Brons | Zilver | Zilver | Brons |

- Nationale Bibliotheek van Tsjechië: mzk2008468916
- Virtual International Authority File: 84755628